# Енинское сельское поселение
Е́нинское се́льское поселе́ние — упразднённое сельское поселение в составе Белозерского района Вологодской области.
Центр — посёлок Лаврово.

## География
Сельское поселение расположено на юге района. Граничит:
- на западе с Визьменским сельским поселением,
- на севере с Артюшинским сельским поселением,
- на востоке с Антушевским сельским поселением,
- на юге с Воскресенским сельским поселением Череповецкого района и Никольским сельским поселением Кадуйского района.

По территории сельского поселения протекают реки Визьма, Кумсара, Улазарка, Похта, Мондома.

## История
Образовано 1 января 2006 года в соответствии с Федеральным законом № 131 «Об общих принципах организации местного самоуправления в Российской Федерации».
В состав сельского поселения вошёл Енинский сельсовет.
Законом Вологодской области от 1 июня 2015 года № 3666-ОЗ, были преобразованы, путём их объединения, муниципальные образования «Артюшинское сельское поселение», «Визьменское сельское поселение», «Енинское сельское поселение» и «Панинское сельское поселение» в сельское поселение Артюшинское с административным центром в селе Артюшино.

## Население
| 2011 | 2012 | 2013 | 2014 | 2015 |
| ---- | ---- | ---- | ---- | ---- |
| 476  | ↘466 | ↘445 | ↘416 | ↗424 |

По оценке Федеральной службы государственной статистики по Вологодской области население Енинского сельского поселения на 1 января 2010 года составляло 607 человек, по итогам переписи 2010 года — 481 человек.

## Населённые пункты
В 1999 году был утверждён список населённых пунктов Вологодской области. Согласно этому списку в состав Енинского сельсовета входили 11 населённых пунктов.
29 сентября 2000 года деревня Екимово была передана в Артюшинский сельсовет.
2 августа 2004 года посёлок Красная Заря был передан в Великосельский сельсовет Кадуйского района.
В состав сельского поселения входят 9 населённых пунктов, в том числе
7 деревень,
2 посёлка.
| Населённый пункт     | ОКАТО          | Рег. номер | Расстояние до районного центра, км | Расстояние до центра поселения, км | Индекс | Координаты                      |
| -------------------- | -------------- | ---------- | ---------------------------------- | ---------------------------------- | ------ | ------------------------------- |
| посёлок Белый Ручей  | 19 210 836 002 | 621        | 60                                 | 17                                 | 161235 | 59°45′04″ с. ш. 37°25′59″ в. д. |
| деревня Великое Село | 19 210 836 003 | 622        | 49                                 | 5                                  | 161233 | 59°54′09″ с. ш. 37°19′40″ в. д. |
| деревня Гришкино     | 19 210 836 004 | 623        | 44                                 | 7                                  | 161233 | 59°55′03″ с. ш. 37°22′10″ в. д. |
| деревня Енино        | 19 210 836 006 | 625        | 44                                 | 1                                  | 161233 | 59°51′03″ с. ш. 37°21′52″ в. д. |
| деревня Ивантеево    | 19 210 836 007 | 626        | 47                                 | 4                                  | 161233 | 59°52′03″ с. ш. 37°23′21″ в. д. |
| деревня Калиновка    | 19 210 836 008 | 627        | 52                                 | 9                                  | 161233 |                                 |
| посёлок Лаврово      | 19 210 836 001 | 620        | 43                                 | —                                  | 161233 | 59°51′48″ с. ш. 37°22′18″ в. д. |
| деревня Семкино      | 19 210 836 010 | 629        | 47                                 | 4                                  | 161233 | 59°50′08″ с. ш. 37°23′38″ в. д. |
| деревня Урозеро      | 19 210 836 011 | 630        | 43,5                               | 0,5                                | 161233 |                                 |